# Annual Review of Sociology
Annual Review of Sociology – recenzowane czasopismo naukowe ukazujące się raz w roku i zawierające prace przeglądowe z dziedziny socjologii. Istnieje od 1975 roku.
Periodyk ma 2 redaktorów naczelnych: Karen S. Cook z Uniwersytetu Stanforda i Douglasa S. Masseya z Uniwersytetu Princeton.
Na łamach czasopisma ukazują się artykuły dotyczące aktualnych badań naukowych, kwestii teoretycznych i metodologicznych. Tematami prac przeglądowych są zazwyczaj procesy i organizacje społeczne, kultura społeczna, socjologia polityki, historyczna i ekonomiczna, stratyfikacja, demografia, polityka społeczna, socjologia miasta i rozwój socjologii w różnych częściach świata.
Impact factor periodyku za rok 2015 wyniósł 4,509, plasując je na 1. miejscu wśród 142 czasopism w kategorii „socjologia”. Na polskiej liście czasopism punktowanych przez Ministerstwo Nauki i Szkolnictwa Wyższego z 2015 roku „Annual Review of Sociology” ma maksymalną liczbę punktów – 50.
SCImago Journal Rank czasopisma za 2015 rok wyniósł 4,743, dając mu 8. miejsce na 951 czasopism w kategorii „socjologia i politologia”.